# Plusiophaes vinosa
Plusiophaes vinosa là một loài bướm đêm trong họ Noctuidae.